# Источна Норвешка
Источна Норвешка (букмол: Østlandet, нинорск: Austlandet) географски је регион југоисточног дела Норвешке. Састоји се од округа Телемарк, Вестфолд, Естфолд, Акерсхус, Осло, Бускеруд, Опланд и Хедмарк. Ограничен је планинама на северу и западу, шведском границом на истоку те Викеном и Скагераком на југу. Граница према Серланду је мање очигледна.
Површина Источне Норвешке је 94.577 km2.
Источна Норвешка је до сада најнасељенији регион Норвешке. Обухвата главни град државе, Осло, који је и најнасељенији. Године 2010. регион је имао 2.454.700 становника (Норвешка је 2014. имала 5.156.450 становника).
На норвешком, регион се зове Естланд (Østlandet) и Аустланд (Austlandet), што значи „Источна земља”; за разлику од Вестланда односно „Западне земље”.
БДП по глави становника износи 70.000 долара (2013).